# Асексуальність
Асексуа́льність — визначення або самовизначення людей, які не мають статевого потягу і виявляють відсутнє зацікавлення у сексуальних стосунках але можуть мати романтичний потяг до людей, на відміну від аромантичності. Це може розглядатися як сексуальна орієнтація або її відсутність. Також це поняття можна класифікувати ширше, включаючи широкий спектр асексуальних ідентичностей.
Асексуальність відрізняється від утримання та безшлюбності, які є поведінковими та загалом мотивовані такими факторами, як особисті, соціальні чи релігійні переконання людини. Вважається, що сексуальна орієнтація, на відміну від сексуальної поведінки, є «довготривалою». Деякі асексуальні люди є сексуально активними, незважаючи на відсутність сексуального потягу або бажання до сексу з різних причин, таких як бажання задовольнити себе чи романтичних партнерів, або бажання мати дітей.
Прийняття асексуальності як сексуальної орієнтації та галузі наукових досліджень все ще є відносно новим, оскільки зростаючий обсяг досліджень як з соціологічної, так і з психологічної точки зору лише почав розвиватися. Хоча деякі дослідники стверджують, що асексуальність є сексуальною орієнтацією, інші дослідники не погоджуються.
Різні асексуальні спільноти почали формуватися з часу появи Інтернету та соціальних медіа. Найпродуктивнішою та найвідомішою із цих спільнот є Мережа асексуальної видимості та освіти(AVEN — Asexual Visibility and Education Network), яка була заснована в 2001 році Девідом Джеєм.

## Огляд
В англомовній літературі асексуальність іноді називають туз, від англійського «ace» (фонетичне скорочення поняття «asexual»), тоді як спільноту іноді називають спільнотою тузів, дослідники чи асексуали. Оскільки існують значні розбіжності серед людей, які ідентифікують себе як асексуали, асексуальність може охоплювати широкі визначення. Як правило, дослідники визначають асексуальність як відсутність сексуального потягу чи відсутність сексуального інтересу, але їх визначення різняться. Самоідентифікація як асексуал також може бути визначальним фактором.
Асексуальні люди, хоча і не мають сексуального потягу до будь-якої статі, можуть вступати в чисто романтичні стосунки, а інші — ні. Особи, самовизначені як асексуали, повідомляють, що вони відчувають сексуальний потяг, але не схильні реагувати на нього, оскільки вони не мають справжнього бажання або потреби займатися сексуальною чи несексуальною діяльністю (обійми, тримання за руки тощо), тоді як інші асексуали можуть обійматись або займатись іншими несексуальними фізичними навантаженнями. Деякі асексуали беруть участь у сексуальній діяльності з цікавості. Деякі можуть мастурбувати, тоді як інші не відчувають потреби робити це.
Багато людей, які ідентифікують себе як асексуали, також ідентифікуються з іншими ярликами. Ці інші ідентичності включають те, як вони визначають свою стать та свою романтичну орієнтацію. Вони часто інтегрують ці характеристики у більший ярлик, з яким вони ототожнюються. Що стосується романтичних чи емоційних аспектів сексуальної орієнтації чи гендерної ідентичності, наприклад, асексуали можуть ідентифікувати себе як гетеросексуалів, лесбійок, геїв, бісексуалів, квір або за допомогою таких термінів, щоб вказати, що вони асоціюються з романтиком, більше ніж з аспектами сексуальної орієнтації:
- аромантичний; відсутність романтичного потягу до будь-кого
- біромантичний; за аналогією з бісексуальністю
- гетероромантичний; за аналогією з гетеросексуальністю
- гоморомантичний; за аналогією з гомосексуальністю
- панромантичний; за аналогією з пансексуальністю

Люди також можуть ідентифікувати себе як сірого асексуала, оскільки вони відчувають, що вони перебувають між аромантичним та неаромантичним, або між асексуальністю та сексуальним потягом. Хоча термін сірий-A може охоплювати будь-кого, хто час від часу відчуває романтичну або сексуальну привабливість, демісексуали або напівсексуали сприймають сексуальну привабливість лише як другорядний компонент, відчуваючи сексуальну привабливість, коли створено досить стабільний або великий емоційний зв'язок.
Асексуальність є спектром, частиною якого є фіктосексуальність і фікторомантизм - здатність закохуватись лише в персонажів. Також існує таке поняття як семіфіктосексуальність і семіфікторомантизм, і до багатьох орієнтацій цього спектру додають приставку "семі-", що означає "частково". 
Асексуальність не знаходиться у списку патологій та захворювань МКХ-10 Всесвітньої організації охорони здоров'я.